# Riedenburger Schambachtal

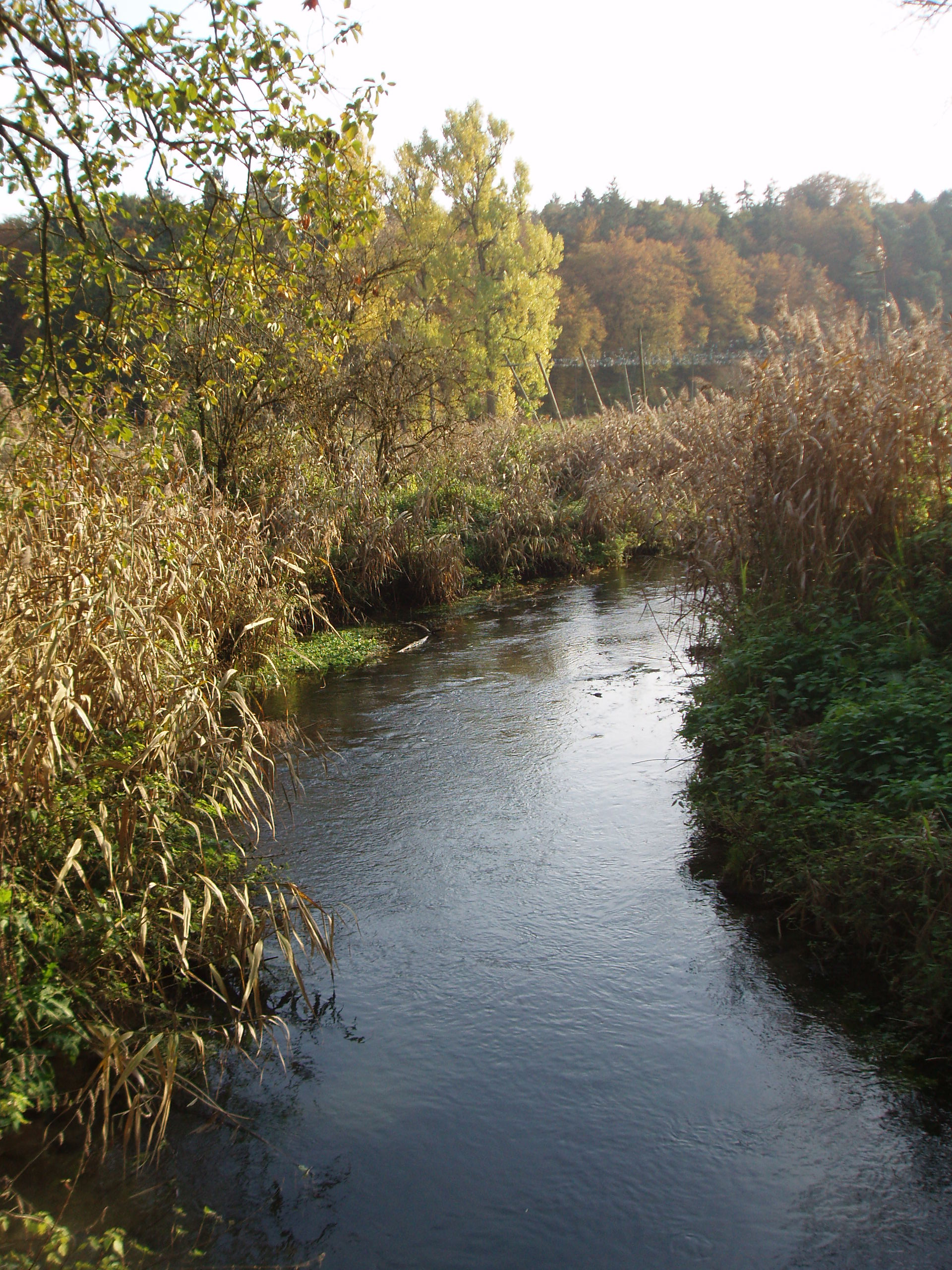
Herbst an der Schambach

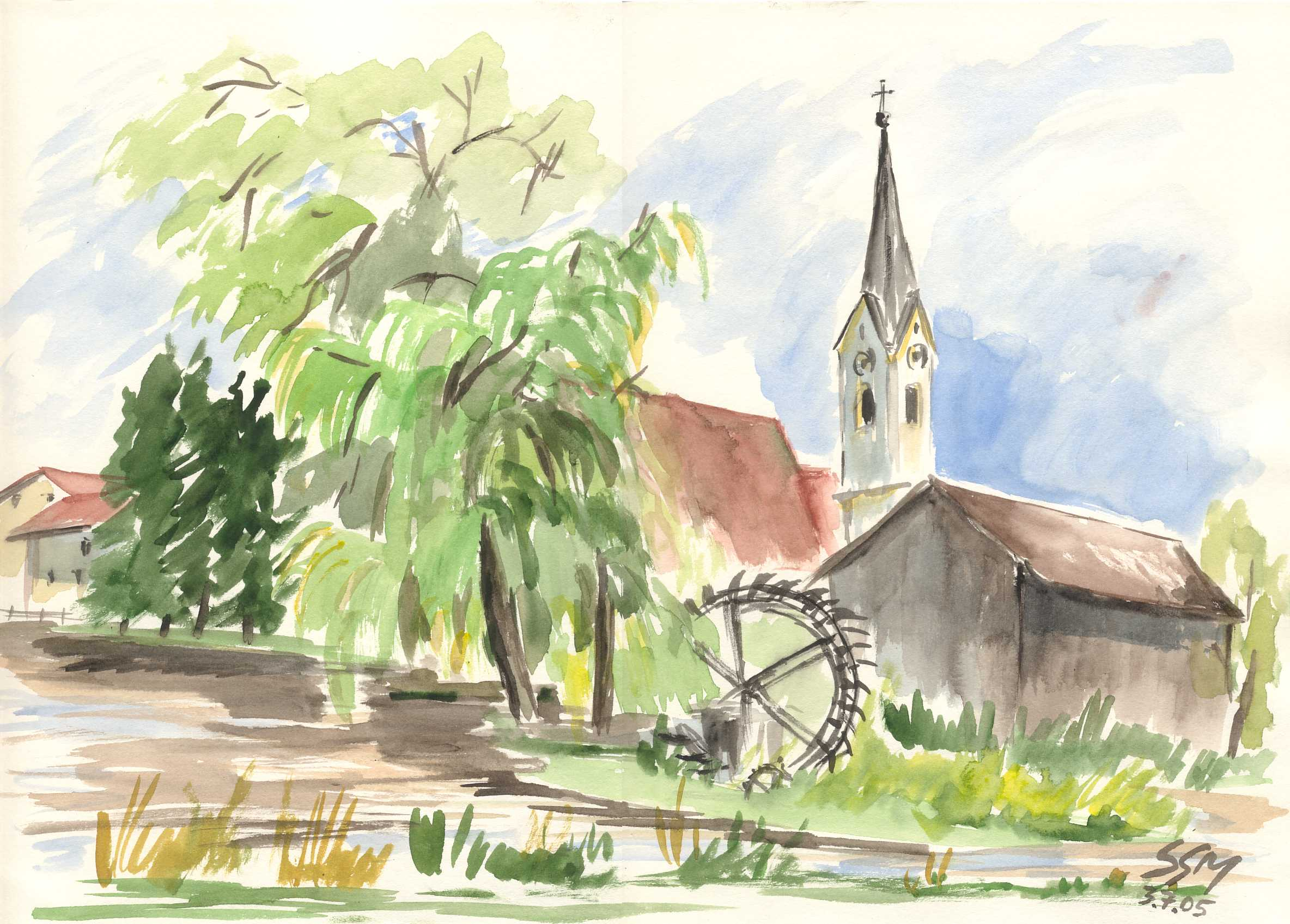
Schamhaupten, beim Schambach-Ursprung. Aquarell von Siegfried Schieweck-Mauk, Eichstätt, Nr. 1209

Das Riedenburger Schambachtal ist ein rechtes Seitental der Altmühl.
Der Ursprung der namengebenden Schambach liegt in Schamhaupten (Georgenbrünnerl), sie fließt von dort an erst östlich, danach nördlich und mündet nach einer Strecke von 16 Kilometern gegenüber von Riedenburg in den Main-Donau-Kanal, vor dessen Bau in die Altmühl. Der Bach durchfließt zunächst auf Ostkurs die Ortschaften Schamhaupten, Sandersdorf, Neuenhinzenhausen, Sollern und Altmannstein, geht dann in eine Linkskurve und fließt dann ab Hexenagger nördlich durch Schambach und nach Riedenburg. 
Das idyllisch gelegene Kirchdorf Schambach mit seiner barocken Wallfahrtskirche „Mariä Heimsuchung“ gehört kirchlich zur Diözese Regensburg und wird vom Pfarrer von Prunn betreut. Laut Regensburger Schematismus von 2001 gehören zur Pfarrei Schambach 653 Katholiken und 67 Nichtkatholiken. Politisch gehört der Ort zur Stadt Riedenburg. Der stattliche ehemalige Pfarrhof hat im Innenhof auf drei Seiten Arkaden, die an südländische Vorbilder erinnern. Vom Pfarrhof spannt sich ein Schwibbogen zur Kirche.
Entlang des Flüsschens befanden sich einst zahlreiche Mühlen, von denen heute nur noch wenige genutzt werden, darunter die Neumühle, ein Sägewerk, und die Waffen-, Huf- und Hammerschmiede Hexenagger. 
Am rechten Steilhang des Schambachtals über der Leistmühle befand sich bis 2007 inmitten von Mischwald und Gehölz ein auffälliges Felsengebilde, der sogenannte Steinpilz. Seine Pilzgestalt hatte er durch Erosion der unterschiedlichen Gesteinsfestigkeiten erhalten. Weil der rund 60 Tonnen schwere Hut des Steinpilzes in die Tiefe zu stürzen drohte, wurde der Felsen am 16. Juli 2007 gesprengt. Im Felsengarten findet sich der Kreutberglöwe, ein Felsen von löwenähnlicher Gestalt.
Das landschaftlich reizvolle Tal mit seinen naturbelassenen Abschnitten, mit Dolomitfelsen, Trockenrasen und Wacholderheiden, auch mit dem 30 Hektar großen Schutzgebiet des Kreutbergs bei Altmannstein, mit Feuchtwiesen und Auwäldern, ist seit wenigen Jahren durch einen Radweg auf einer aufgelassenen Bahnstrecke von Altmannstein flussabwärts zusätzlich „erschlossen“. 
Die Gewässergüteklasse ist II (mäßig belastet), das Wasser ist meist glasklar und stark kalkhaltig. Dies begünstigt ein üppiges Pflanzenwachstum im Sommer. So bietet das Tal eine reiche Vegetation, z. B. das weißblütige Buschwindröschen und blau blühende Leberblümchen, das Lungenkraut und die Frühlingsplatterbsen mit violetten Blüten, blaue Waldveilchen und gelbe Goldnesseln, Bingelkraut und Waldmeister mit grünlichen bzw. weißen, eher unscheinbaren Blüten, sogar das Rote und das Weiße Waldvögelein, die zu den seltenen heimischen Orchideen gehören, die Waldhyazinthe und die braune Nestwurz. Weitere Pflanzen des Schambachtales sind Küchenschelle, das Frühlingsfingerkraut mit stark behaartem Stängel und auf besonders trockenen Standorten finden sich das seltene Bergsteinkraut mit seinen gelben Blüten in dichten Trauben, das Hungerblümchen, der Ehrenpreis und das Täschelkraut.
Auch die Fauna weist Besonderheiten auf. Bei den Vögeln trifft man auf den Drosselrohrsänger, die Bartmeise, den Eisvogel, die Bekassine, den Pirol, das Braunkehlchen, den Neuntöter, den Weißstorch, die Rohrweihe, den Roten und Schwarzen Milan neben Mäusebussard, Turmfalken, Fischreiher, Fasanen, Rebhühnern, Blässrallen und dem Kiebitz. Bei den Säugetieren findet sich neben Rehen und Hasen u. a. Fuchs, Dachs, Wiesel, Iltis, Sieben- und Gartenschläfer und am Wasser die Bisamratte. Ausnahmeerscheinungen sind in einigen Bereichen ausgesetzte und heimisch gewordene exotische Arten wie Mufflons und Damwild.
Vom Altmühltal-Panoramaweg abzweigend führt der Schlaufenweg 24 „Schambachtal-Wanderweg“ von Riedenburg nach Altmannstein und zurück (Länge: 23 km). 2008 wurde auf der ehemaligen Trasse der Bahnlinie Ingolstadt–Riedenburg der Schambachtalradweg eröffnet (Länge: 42 km), der nur zwischen Sandersdorf und Riedenburg tatsächlich im Schambachtal verläuft.